# 朴珪寿
朴 珪寿（パク・キュス、ぼく けいじゅ、1807年 - 1877年）は、李氏朝鮮末期の政治家。もとの名は珪鶴。字は桓卿・鼎卿、号は瓛斎。本貫は潘南朴氏。

## 生涯
1807年、朴宗采の子として生まれる。祖父は朝鮮王朝後期の代表的な実学者（北学派）として知られる朴趾源（号は燕巌）。
純祖の子の孝明世子李旲と親しい間柄であった。1848年、科挙（増広試）に合格。
1866年、平安道観察使としてゼネラル・シャーマン号事件に対処し、同船の焼き討ちを指揮した。1871年の辛未洋擾では、興宣大院君政権の廟議に従い、清・アメリカに対して「攘夷」を正当化する文書の起草にあたった。しかし、朴珪寿自身は主和論・開国論者であり、弟子の金允植によれば、アメリカと積極的に条約締結を行い、「孤立の患」を避けるべきだとする思想を抱いていたという。
1873年、大院君失脚後は、明治維新後の日本との国交回復を積極的に主張。「皇」「勅」の文字が問題となった書契問題についても、日本の「自尊自称」の問題として文書を受け取り交渉を再開するよう主張した。1874年に右議政を最後に政界を退く。1875年の江華島事件後の日朝修好条規締結をめぐっては、対日国交回復・武力衝突回避のため条約締結を主張した。
朴珪寿の西洋認識は、燕行使として、1861年と1872年の2度にわたり清を訪問した際の見聞や、清を経由した西洋情報をもとにしたものであった。朴珪寿の自宅は、少壮官僚による実学思想研究の場として機能した。後年の朴泳孝の回想によれば、金玉均・朴泳孝・洪英植・徐光範らとともに朴珪寿邸で『燕巌集』を学び、平等思想に触れたという。このほか兪吉濬ら、次代の開化派政治家たちに影響を与えた。朋党政治においては老論派に属した。
著作をまとめた『瓛斎集』がある。